# Martin Vogt
Martin Vogt   (Kulmain, 3 d'abril de 1781 - Colmar, 18 d'abril de 1854) va ser organista, violoncel·lista i compositor de música eclesiàstica i altres obres. Va treballar a Alemanya, Àustria, Suïssa i França.
Al segle xix, les revistes es referien a Martin Vogt com un músic famós. Durant molt de temps, només va ser conegut en petits cercles especialitzats. Avui l'interès per la seva obra torna a augmentar gràcies als enregistraments de CD i a les actuacions musicals (obres d'orgue, misses, motets, etc.). L'organista Gerd Hofstadt, que sovint tocava obres de Martin Vogt en els seus concerts d’orgue, caracteritza el compositor de la següent manera:
Durant la seva època, Martin Vogt va ser el compositor de música eclesiàstica més publicat al nord de Suïssa i Alsàcia. […] Era un compositor que sabia utilitzar el nou estil musical amb destresa a l'orgue.

## Biografia
Martin Vogt va néixer a Kulmain com a fill del professor, organista i administrador de finques Ambrosius Vogt. Fins als deu anys va rebre la seva educació musical a casa seva. Quan era un noi del cor de deu anys, va causar sensació amb les seves actuacions als monestirs. Va comentar que "les àries eren tan populars que gairebé em van portar del cor a les mans". Viatjar als monestirs amb carruatges de quatre mans tirats per cavalls també va causar una impressió al cor dels nois de l'època. En la seva autobiografia, escrita cap al 1850, Martin Vogt va caracteritzar la seva pròpia família musical de la següent manera:
| « | <El meu pare no només era un excel·lent organista, sobretot un fuga, sinó que, a més dels instruments de corda, tocava tots els instruments de vent, especialment la trompa i la trompeta. La meva mare va néixer Zach, filla d'un cerveser de Fichtelberg. Recordo que la meva mare era familiar del famós director de música de la catedral i artista de contrapunts Zach a Mainz. El germà gran del meu pare era benedictí al monestir de Weißenohe, prop de Nuremberg, també un excel·lent músic; el germà petit del meu pare era un clergue laic i director musical al seminari jesuïta d'Amberg, alhora famós no només com a músic, sinó també com a compositor> | » |

. De 1791 a 1794 Martin Vogt va rebre diverses classes de música a l'escola del monestir de Michelfeld. Del 1794 al 1799 va assistir al seminari jesuïta St. Paul de Regensburg amb més de mil estudiants en diversos camps. Aquí el pare Sebastian Brixi li va donar instruccions sobre l'orgue. Després que l'organista principal d'aquest seminari se n'anés, l'estudiant de quinze anys va rebre el càrrec. Fins i tot llavors era conegut com un coneixedor del baix figurat. Durant aquest temps també va escriure les seves primeres composicions, peces per a veu i orquestra. Durant les vacances, els estudiants de música sovint anaven de monestir en monestir i eren benvinguts gràcies a la seva contribució musical.
Durant els anys de viatges a partir de 1799, va participar en la vida musical a Àustria, fins i tot a Viena i Salzburg. El 1806 es va veure obligat a fugir de Salzburg a Suïssa per evitar l'amenaça de ser destinat a l'exèrcit napoleònic. En el viatge a Suïssa va fer música a molts monestirs com Ottobeuren, St. Trudpert, Einsiedeln, Muri, Mariastein i St. Urban, on va romandre durant quatre anys. A més de les ciutats del sud d'Alemanya, Àustria i Suïssa, els seus records també inclouen Praga, Budapest, Venècia i Pàdua.
No va ser fins al 1812 que es va sentir lliure en el que llavors era el francès Arlesheim, gràcies a una posició permanent (sense servei militar) com a organista de la catedral i professor d'escola. Des d'aquí va viatjar regularment a Basilea per a activitats musicals posteriors. Allà va entrar en contacte amb músics coneguts i també el van visitar a Arlesheim, com Fränzl i Peter von Winter a Múnic, Carl Maria von Weber, Louis Spohr, Bernhard Romberg i el fill de Mozart, a qui admirava especialment.
Del 1823 al 1837 va assumir el càrrec de director musical a la catedral de Sant Gall i professor de música a l'escola secundària catòlica. En l'última fase de la seva vida, del 1837 al 1854, va ser organista de la catedral i mestre de capella a l'església catedral de Sant Martí de Colmar.

## Educació i treball (autobiografia fins al 1820)
L'autobiografia de Martin Vogt va ser escrita al final de la seva vida i descriu la primera meitat de la seva carrera del 1781 al 1821. Un editor anterior li va donar el títol Memòries d'un músic errant. L'escriptura és un document contemporani de l'esforçada vida musical d'aquesta època. El 1803, durant la turbulència napoleònica, tots els monestirs bavaresos van ser tancats i parcialment destruïts. El seminari jesuïta St. Paul de Ratisbona, on va rebre la seva formació d'orgue del pare Brixi, va ser arrasat a terra el 1809.
Viena
A Viena va conèixer el conegut violoncel·lista Joseph Franz Weigl. Va ser el primer violoncel·lista de l'orquestra del príncep Esterházy, dirigida per Joseph Haydn. Com que Vogt tenia pocs diners, Weigl li va oferir classes de violoncel gratuïtes. En poc temps, Vogt havia dominat tan bé aquest instrument que els dos violoncel·listes van actuar com a duo i van oferir concerts. A la Pasqua del 1800 tocaven a Klosterneuburg i altres llocs. Martin Vogt va comentar: "Com a jove violoncel·lista, generalment era admirat, amb la petició de venir aquí amb tanta freqüència".
Salzburg
A partir del 1803, va seguir l'última fase de la seva formació musical al monestir de Sant Pere de Salzburg. Aquí Michael Haydn era director d'orquestra i, al mateix temps, Kapellmeister a l'església de la catedral. Martin Vogt va rebre lliçons de composició d'ell i com a director. El músic de 22 anys es trobava molt bé econòmicament a Salzburg, ja que també treballava com a violoncel·lista als concerts d'hivern i al teatre, on es representaven dues òperes cada setmana. Li hauria agradat quedar-se a la ciutat de Salzburg si el 1806 no hagués estat obligat a abandonar el país per motius militars. El seu pare havia enviat les ordres de marxa militar, que només havien arribat a la seva ciutat natal, Kulmain, a Salzburg.
Sant Urbà
Després de moltes parades intermèdies al sud d'Alemanya i Suïssa, una feina a l'escola del monestir de St. Urban va portar a una estada de quatre anys, des del 1808 fins al 1811. Aquesta escola va ser el primer seminari de professors a Suïssa a finals del segle xviii, i tenia una important cultura musical. L'autor musical Wilhelm Jerger va escriure sobre St. Urban al segle xviii sobre "un cultiu de música local una vegada significatiu, del qual se sap poc fins i tot a Suïssa". També el conegut músic suís Franz Xaver Schnyder von Wartensee (1786-1868), qui va fer el seu oncle, que va visitar el compositor Benignus Schnyder von Wartensee (1754-1834), al monestir de St. Urban, va arribar a la conclusió el 1802 que "hi havia tants músics entre els monjos que el personal orquestral era necessari per a la missa Martin Vogt va fer la següent observació: "A causa dels molts convidats que sempre venien a Sankt Urban, les meves composicions es van donar a conèixer a Suïssa i, si hagués volgut satisfer totes les ordres, hauria hagut d'escriure de dia i de nit". A l'última secció s'informa de la fundació de la seva família a St. Urban.
Arlesheim i Basilea
El 1812, Martin Vogt va traslladar les seves activitats a l'aleshores francès Arlesheim, on va quedar exempt del servei militar. Gràcies a la seva virtuosa interpretació d'orgue, el vicari general i canonge Franz Xaver von Mahler va regular l'ocupació amb l'alcalde francès d'Arlesheim. En aquest poble amb la catedral i un orgue de Johann Andreas Silbermann, va ser organista i professor d'escola.
El seu entorn musical, però, era Basilea, on participava en la vida musical tres dies a la setmana: a l'orquestra municipal com a violoncel·lista ocupat, com a professor privat de música (inclosa per a la filla del director musical) i de tant en tant com a organista de concerts a l'orgue JA Silbermann a la "Peterskirche".
El 1815 Arlesheim va ser assignat a Suïssa i el 1819 a Martin Vogt i a la seva família se'ls va concedir la ciutadania d'Arlesheim. Amb això també es va convertir en ciutadà suís. Durant aquest temps, en ple moment de la seva carrera musical, va rebre serioses ofertes per establir-se amb la seva família a Londres o París. Les ofertes van ser el resultat dels seus exitosos concerts d'orgue a Basilea i Berna. Segons aquests relats, s'acaba l'autobiografia de la primera meitat de la seva vida. Els fills grans Joseph i Martin es van quedar a Arlesheim.
Sankt Gallen
Del 1823 al 1837, Martin Vogt va treballar a Sankt Gallen, com a organista a la catedral barroca i com a professor de música a l'escola secundària catòlica. Segons un document contemporani, era "Professor d'art musical i d'ensenyament elemental de la música vocal i instrumental". El professor de dibuix Antonio Moretto, conegut per pintar els sostres de la catedral, va ser un dels professors de Vogt.
A més d'ensenyar a Sankt Gallen, Martin Vogt també va formar organistes d'altres cantons. Annerös Hulliger escriu sobre això: El pastor (al cantó de Berna) va aconseguir que el jove mestre Peter Minnig de Latterbach el 1826 pogués rebre lliçons de Martin Vogt, l'organista de la catedral de St. un organista" un dia seria capaç de donar suport als seus companys bernesos que van tocar l'orgue també podrien ensenyar l'art de tocar l'orgue.
A la dècada de 1830, les condicions laborals de Vogt van canviar quan es va enfrontar a conflictes polítics i musicals inesperats. Mentre va ser promogut a Basilea pel director musical Johann Tollmann i visitat per músics i compositors coneguts a Arlesheim, va arribar a un entorn diferent a Sankt Gallen. En la història suïssa, la dècada de 1830 es descriu com el moment de la regeneració, com una renovació de l'església i el balanç de poder de l'Estat. La disputa política va ser principalment entre partits conservadors i liberals. Amb la victòria electoral dels liberals el 1833, els professors de l'escola secundària, a la qual pertanyia Vogt, van ser substituïts per persones del partit victoriós.
A més, va entrar a l'esfera d'influència de la família Greith, que des del 1831 fins al 1882 va tenir una gran influència en la política de l'església, l'educació i la cultura de Sankt Gallen. Vogt va rebre un fort oponent en la persona de Carl Johann Greith, que es descriu al lèxic històric de Suïssa 2007 com "el bisbe més destacat intel·lectualment de Suïssa del segle XIX". Carl Johann Greith va establir el caràcter de la música eclesiàstica i va assegurar que el seu germà Franz Josef Greith el 1833 i el seu fill Karl Greith el 1861 rebessin els llocs de músics més importants a la catedral i a l'escola secundària. Els Greiths van fer campanya per un estil de música estrictament cecilià a la zona vocal, per l'elevació del poder moral del text i per la reactivació dels antics cants de l'església. En els debats, es van dirigir contra la "barreja de sensualitat" i contra la introducció de la música instrumental, que es diu que va conduir a la despreocupació i als sentiments poc religiosos. A Sankt Gallen, el principi de l"èmfasi en les paraules" havia estat durant molt de temps precedent sobre "l'èmfasi en la música" (autonomia de la música). En aquestes circumstàncies, la concepció de Martin Vogt sobre la música ja no era demandada, cosa que va provocar una sortida a Alsàcia a França.
La filla gran de Vogt, Anna Maria (1815–1873), es va casar a Suïssa oriental i va tenir diversos fills. El seu marit també havia participat en la política de Sankt Gallen des de la dècada de 1850. Un net d'Anna Maria, el Dr. Josef Müller (1872-1947), també va treballar al barri del monestir, com a bibliotecari del monestir per molt de temps.
Colmar
El 1837 Martin Vogt va iniciar la seva activitat musical a Colmar, el centre de la coneguda cultura d'orgue a Alsàcia en aquella època. Probablement se li va informar dels darrers esdeveniments durant el període de Sankt Gallen. L'antiga residència d'Arlesheim, on encara vivia part de la seva família, també pertanyia a aquesta regió.
Després que la família dels orgues alemanys Silbermann fes una contribució significativa a la cultura d'orgue a Alsàcia al segle xviii, la família francesa d'orgue Callinet de Rouffach va continuar amb èxit aquesta tradició al segle XIX. L'organista i autor de música francès Jean-Luc Gester informa d'això: Des del 1837 fins a la seva mort el 1854, Martin Vogt va ser l'organista de Colmar a la Münster, l'orgue del qual va ser construït el 1755 per Johann Andreas Silbermann (1712–1783). El 1828 fou canviat i ampliat en gran manera per Joseph Callinet (1795–1857). Vogt va participar en molts informes i inauguracions dels nous instruments de Callinet. A pocs quilòmetres al sud de Colmar, Callinet tenia la seva gran empresa de construcció d'orgue a Rouffach (Rufach), que, segons Gester, estava al capdavant dels tallers de construcció d'orgue a França en aquell moment. Vogt va reconèixer l'extraordinària tasca d'aquests especialistes. Quan es va construir l'orgue de Callinet, va ser capaç d'aconseguir el seu ideal de so, mitjançant el qual hi havia una correspondència entre el repertori i l'instrument.
Segons Gester, molts prejudicis sobre aquesta època són generalitzats fins als nostres dies: la transició del glamur període clàssic al període posterior es denomina erròniament com un fenomen de decadència, pel qual el terme "estil de transició", "post-clàssic" o s'utilitza preromàntic. Tot i que la importància del repertori orquestral d'aquest període és indiscutible, el repertori d'orgue no es percep segons el seu valor real. També hi ha l'opinió que l'orgue és intrínsecament inadequat per a l'estil galant, els efectes orquestrals i l'acompanyament de la melodia. En general, el desenvolupament musical d'aquesta època és subestimat.
De la mateixa manera que els seus contemporanis francesos, Martin Vogt es va traslladar a l'Escola de Viena, però es va inclinar cap a l'orquestra. Va desenvolupar una sensibilitat (digna dels pianistes d'aquella època) i va transmetre amb èxit l'olor d'una sensibilitat subjectiva a l'orgue. A la part posterior de les seves composicions també hi ha un vessant romàntic.

Durant el temps a Colmar, va aparèixer un informe a la "Neue Zeitschrift für Musik" de Leipzig el 1847. L'editor Franz Brendel va escriure:
| « | <Alemanya encara torna terriblement amb les seves notícies bibliogràfiques sobre altres països; qui sap si per exemple, el compositor Martin Vogt, que l'ha esmentat mentre tots els passables virtuosos de París passejaven per les nostres pàgines, i, tot i això, Scheitlin i Zollikofer (editorial) de Sant Gall van escriure a tots els llibreters i músics d'Alemanya el 7 d'agost d'aquest any: Hem assumit la distribució de música eclesiàstica a Martin Vogt, reconegut com un dels primers compositors de música eclesiàstica que viuen a França. De diverses de les seves obres s'han arreglat 3 a 4 gravats. Els seus nous treballs són els següents. S'adjunta una llista amb 5 misses noves, Ave Maria's, salms, un rèquiem i 6 obres d'orgue.> | » |

 El 1837, al començament de la seva activitat a Alsàcia, Martin Vogt va descriure la situació musical a Colmar en una carta privada de la següent manera: “Fins ara, estic completament satisfet de la meva feina a Colmar, només puc relacionar-me amb el gust musical dels francesos. No em podeu trobar, aquí, com a tota França, no voleu sentir res a l'orgue, sinó marxes, danses i peces d'òperes. Diumenge passat a la tarda vaig anar a l'església protestant per escoltar com es tractava l'orgue. Per al preludi, vaig escoltar el cor de la Dama Blanca, "Feu sonar els vostres corns i Schallmeien‘", el cant en si i l'acompanyament de l'orgue van ser criticats. Ara vull fer tot el possible per ensenyar a Colmarn el meu gust per l'orgue.
Al final de la seva reeixida carrera a Colmar, el fill petit Caspar (Gaspard Vogt 1821–1881) va assumir el càrrec d'organista del seu pare. Segons un dels estudiants de música d'Arlesheim de Vogt, que més tard es va convertir en professor i organista Anton Nebel (1804-1890), el crani mortal de Martin Vogt està enterrat a l'església de la catedral de Colmar.

## Des del músic errant fins al pare de família
El títol de l'autobiografia, que més tard va ser formulat per un editor, sovint donava lloc a la imatge d'un músic sempre errant. La vida errant de Martin Vogt va acabar cap al 1808. En aquella època tenia 27 anys. Les estades de treball posteriors van durar diversos anys. Del 1808 al 1811 va ser professor de música i organista a l'escola del monestir de St. Urban i, alhora, professor privat de música a la veïna Langenthal. Durant la seva estada a Sant Urbà va conèixer la seva futura esposa, Anna Maria Adam, i el febrer de 1812 es van casar al poble de Pfaffnau, que pertany a la mateixa comunitat que l'escola del monestir.
Poc abans, el gener de 1812, Martin Vogt va assumir el nou càrrec a Arlesheim com a organista a l'església de la catedral i com a professor d'escola. Durant l'estada a Arlesheim del 1812 al 1823, la família es va expandir amb cinc fills i dues filles. Com s'ha esmentat anteriorment, el fill petit Kaspar (Gaspard) també es va convertir en músic. Segons Jean-Luc Gester, Gaspard Vogt va ser organista i compositor a Colmar. A més, com el seu pare, se li va demanar com a expert per a avaluacions de nous òrgans.
S'han conservat 52 cartes de l'època a Arlesheim, que es troben arxivades a la Biblioteca Universitària de Basilea. Hi ha informes dels anys 1814 a 1818 a l'antic "sub-prior Eutych Jost a St. Urban". Vogt va escriure sobre esdeveniments quotidians, familiars, musicals i històrics. Les unitats de l'exèrcit francès que tornaven de la campanya russa van ser acantonades diverses vegades a Arlesheim.